# ستانلي بورغس
ستانلي بورغس (بالإنجليزية: Stanley Burgess)‏ هو سياسي بريطاني (وحمل سابقاً جنسية المملكة المتحدة لبريطانيا العظمى وأيرلندا)، ولد في 1889، وتوفي في 2 يونيو 1972. حزبياً، نشط في حزب العمال. في الانتخابات العامة في المملكة المتحدة 1922 ‏، انتخب عضو برلمان المملكة المتحدة الـ32 عن دائرة روتشديل (15 نوفمبر 1922 – 16 نوفمبر 1923).